# Owain ap Hywel (Deheubarth)
Pour les articles homonymes, voir Owain ap Hywel.
Owain ap Hywel (mort en 988) est roi de Deheubarth pendant 36 années de 950 à 986.

## Règne
Après la mort d'Hywel Dda en 950  ses trois fils et successeurs Rhodri et Edwin ap Hywel et Owain  doivent immédiatement faire face à leurs cousins Iago ab Idwal et Ieuaf ab Idwal  qui victorieux lors de la bataille de Cano, recouvrent leur royaume paternel de Gwynedd annexé par Hywell  sur leur père Idwal Foel ab Anarawd en 942. Après la disparition prématurée de ses frères Rhodri en 953 et Edwin en 954 , Owain consolide sa situation dans le Deheubarth et renonce au royaume de Gwynedd.
Bien que le règne d'Owain soit culturellement une époque importante pendant laquelle sont collectées et rédigées les  manuscrit des Harleian genealogies et d'une partie des Annales Cambriae  il ne reste que très peu d'information sur son activité.
Il doit mener en 960 à une attaque punitive sur le cantref de Gorfynydd dans le Morgannwg  ce qui semble impliquer une reprise de l'hostilité entre le  royaume de Gwynedd et le sud du pays de Galles. Les annales donnent peu d'informations précises sur la persistance de ces combats  qui consistent en escarmouches frontalières comme celles menées par son fils ainé Einion en 970  et en 977. Ce dernier doit également faire face à une agression combinée de l'Ealdorman saxon Ælfhere de Mercie et de Hywel ab Ieuaf en 983.  Einion ap Owain est tué dans un combat dans la péninsule de Gower l'année suivante.
C'est sans doute ce qui motive Owain qui ne meurt qu'en 988 à confier  l'exercice effectif du pouvoir à partir de 986 à son second fils Maredudd ab Owain.

## Postérité
Ses fils sont: Einion ap Owain, Maredudd ab Owain, Cadwallon, Llywarch et peut-être selon certaines traditions un certain, Iestyn, le père de Rhydderch ap IestynLes sources postérieures indiquent que la mère de Maredudd est Angharad ferch Llywelyn ap Merfyn, qui est supposée être l’héritière du royaume de Powys.

## Sources
- (en) Mike Ashley British Kings & Queens    Robinson (Londres 1998)  (ISBN 1841190969). " Owain ap Hywel "  p. 334-335, table p. 331.
- (en) Peter Bartrum, A Welsh classical dictionary: people in history and legend up to about A.D. 1000, Aberystwyth, National Library of Wales, 1993 (ISBN 9780907158738), p. 590 OWAIN ap HYWEL DDA. (900)
- (en) Kari Maund, The Welsh Kings: Warriors, warlords and princes, Mill Brimscombe Port Stroud, The History Press, 2006 (ISBN 9780752429731), p. 47, 60, 68-69, 71-73, 74, 75, 85, 101
- (en) Ann Williams, Alfred P. Smyth, D.P Kirby A bibliographical dictionary of Dark Age Britain Seaby (Londres 1991)  (ISBN 1852640472) « Owain ap Hywel » p. 199.